# KWordQuiz
KWordQuiz és un programa educatiu del paquet Kdeedu. Consisteix en una versió per a KDE d'un programa per a Windows anomenat WordQuiz, una eina que s'ha usat tradicionalment a les escoles d'idiomes per practicar vocabulari en l'aprenentatge d'idiomes. Substitueix, a KDE 4, juntament amb el Parley, el programa KVocTrain.